# Habitatge al carrer Carril, 27-29 (Molins de Rei)
L'Habitatge al carrer Carril, 27-29 és una obra eclèctica de Molins de Rei (Baix Llobregat) inclosa a l'Inventari del Patrimoni Arquitectònic de Catalunya.

## Descripció
Edifici de planta i dos pisos. Aquest tenen balconades amb 4 finestres cadascuna. La façana està esgrafiada amb motius florals emmarcats per plafons; sobre de cada finestra també hi ha una petita decoració esgrafiada. La part superior de l'edifici té una sanefa amb els mateixos motius. La construcció acaba amb un terrat i al mig hi ha un cos elevat, al qual es pot llegir la inscripció «Hotel Restaurante La Luna». Els extrems verticals de l'edifici venen marcats per un treball en forma de lloses de pedra.